# Manuel Antonio
Manuel Antonio is een kustplaats en woonkern (poblado) van de gemeente (cantón) Quepos. Het ligt aan de Stille Oceaan in het westen van Costa Rica.